# Nogal de las Huertas
Nogal de las Huertas és un municipi de la província de Palència, a la comunitat autònoma de Castella i Lleó.

## Demografia
| 1991 |  | 1996 |  | 2001 |  | 2004 |  | 2006 |
| ---- |  | ---- |  | ---- |  | ---- |  | ---- |
| 104  |  | 80   |  | 65   |  | 62   |  | 56   |